# Nobuhiro Takeda (fotbollsspelare född 1965)
Nobuhiro Takeda (武田 亘弘 Takeda Nobuhiro?), född 2 mars 1965, är en japansk tidigare fotbollsspelare.
I januari 1989 blev han uttagen i Japans herrlandslag i futsal till Världsmästerskapet i futsal 1989.